# Karl G. Jansky Very Large Array
Pour les articles homonymes, voir Jansky.
Le Karl G. Jansky Very Large Array (le « Très grand réseau Karl-G.-Jansky »), à l'origine le Very Large Array ou VLA (le « Très grand réseau »), est un radiotélescope situé dans la plaine de San Augustin au Nouveau-Mexique (États-Unis). Rattaché au National Radio Astronomy Observatory, il est formé de 27 antennes paraboliques identiques, larges de 25 m chacune, qui se déplacent sur des voies de chemin de fer disposées selon un tracé formant un immense Y (deux branches de 21 km et un pied de 19 km).
Les 27 antennes ont chacune leur propre récepteur, les signaux de chaque récepteur étant transmis à un site central où ils sont combinés : l'image haute résolution ainsi obtenue équivaut à celle d'un très grand radiotélescope, dont le diamètre serait égal à la distance maximale séparant les antennes.
La résolution angulaire maximale pouvant être atteinte est d'environ 0,05 seconde d'arc.
Le Very Large Array a été rebaptisé du nom de Karl Jansky en mars 2012, à la suite du vote d'internautes.

## Dans la culture populaire
- 1984 : 2010 : L'Année du premier contact : Le VLA est le lieu de la scène d'ouverture du film. Le Pr Dmitri Moiseyevich vient y retrouver le Pr Heywood R. Floyd, ce dernier y occupe un poste à la suite de la démission du National Council for Astronautics[2].
- 1997 : Contact : C'est à l'aide du VLA que Jodie Foster découvre le signal d’extraterrestre à l'origine de l'intrigue du film[2],[3].
- 2009 : Terminator Renaissance : Les installations de Skynet sont localisées au niveau du site du VLA. Au début du film, le site est attaqué par les forces de la résistance[2],[4].